# Информатор (фильм, 2009)
«Информа́тор» (англ. The Informant!) — художественный фильм Стивена Содерберга в жанре триллера с элементами чёрной комедии, снятый по одноимённой книге журналиста Курта Айхенвальда. Сценарий фильма написал Скотт Бёрнс. Главные роли в фильме исполняют Мэтт Деймон, Мелани Лински, Скотт Бакула и Джоэл Макхейл.

## Сюжет
В фильме рассказывается о Марке Уитэкре, докторе философии из Лиги плюща, восходящей звезде агропромышленной компании Archer Daniels Midland (ADM), который в начале 1990-х годов поднял шум вокруг практики компании устанавливать договорные цены на продукцию.
Однажды ночью, в начале ноября 1992 года, этот высокопоставленный сотрудник ADM рассказал агенту ФБР Брайану Шепарду, что сотрудники ADM, включая самого́ Уитэкера, время от времени встречаются с конкурентами, чтобы установить договорную цену на лизин, пищевую добавку.
Будучи самым высокопоставленным сотрудником в истории США, который стал осведомителем, Уитэкер за несколько лет тайно собрал сотни часов аудио- и видеозаписей, чтобы отдать их ФБР.
Он помогал собирать доказательства, скрытно фиксируя на плёнку деятельность картеля на деловых встречах в различных местах земного шара, таких как Токио, Париж, Мехико и Гонконг. За весь период тайной деятельности Уитэкера, которая длилась на протяжении почти трёх лет, ФБР получило свидетельства преступлений, совершённых высокопоставленными сотрудниками, устанавливавшими договорные цены на пищевые добавки, что стало на то время самым масштабным случаем ценового сговора. Однако не всё так просто в биографии самого Уитэкера. Расследование раскрывает всю правду.
По мере развития сюжета выясняется, что Марк организовал расхищение средств компании и воспользовался ФБР как «прикрытием». Финал фильма намекает на то, что изрядно полысевший главный герой является миллионером.

## В ролях
- Мэтт Деймон — Марк Уитекер
- Скотт Бакула — Брайан Шепард
- Мелани Лински — Джинджер Уитекер
- Томас Фрэнсис Уилсон — Марк Шевирон
- Джоэл Макхейл — Роберт Херндон
- Аллан Хэви — Дин Пейсли
- Джимми Пардо — Пол Томкинс
- Скотт Эдсит — Сид Халс
- Эдди Джемисон — Кирк Шмидт
- Кэнди Кларк — мать Марка Уитекера
- Пэттон Освальт — Эд Хербст
- Энн Дауд — специальный агент ФБР Кейт Медфорд

## Создание фильма
В 2002 году, по окончании работ над фильмом «Одиннадцать друзей Оушена», Стивен Содерберг объявил о своём намерении экранизировать книгу Курта Айхенвальда «Информатор».
В интервью изданию Fistshowing режиссёр Стивен Содерберг сказал, что книга написана очень «кинематографично», поскольку автор, сохраняя интригу, скрывает от читателя ряд важных фактов о главном герое. Сценарий фильма написал бывший журналист The New York Times Скотт Бернс.